# Dolichovespula maculata
Guêpe à taches blanches
Espèce
Synonymes
- Vespa americana Christ, 1791[1]
- Vespula maculata (Linnaeus, 1763)[1]
- Vespa maculata Linnaeus, 1763[2]

Dolichovespula maculata, la Guêpe à taches blanches, est une espèce de guêpes de la famille des Vespidae commune en Amérique du Nord.

## Systématique
L'espèce Dolichovespula maculata a été initialement décrite en 1763 par Carl von Linné dans le Centuria insectorum sous le protonyme de Vespa maculata,.

## Noms vernaculaires
En français, cette espèce porte le nom vernaculaire et normalisé « Guêpe à taches blanches »,,.
Cette espèce est connue en anglais sous de nombreux noms familiers, principalement 
bald-faced hornet, mais aussi bald-faced aerial yellowjacket, bald-faced wasp (guêpe à face blanche), bald hornet (frelon chauve), white-faced hornet (frelon à face blanche), blackjacket, white-tailed hornet (frelon à queue blanche), spruce wasp (guêpe épinette)  et bull wasp (guêpe taureau). Contrairement à certains de ses noms vernaculaires anglophones, il ne s'agit pas d'un « vrai frelon », ces derniers appartenant au genre Vespa.

## Description

### Reine ou fondatrice
Les reines et ouvrières ont des morphologies similaires. Au sein d'une colonie, la reine est toujours plus grande que les ouvrières, mais entre colonies différentes, il arrive que des ouvrières d'une colonie soient plus grandes que la reine d'une autre.

### Ouvrières
La Guêpe à taches blanches se distingue des autres guêpes apparentées par sa coloration blanche et noire. Sa tête est blanche et elle présente également trois bandes blanches au bout de son corps. Elle est plus grande que les autres espèces de Dolichovespula, les adultes mesurant en moyenne environ 19 mm de longueur.

### Mâles
Les mâles de cette espèce sont haploïdes et les femelles diploïdes. Les ouvrières peuvent donc pondre des œufs qui se transforment en mâles.

### Nid

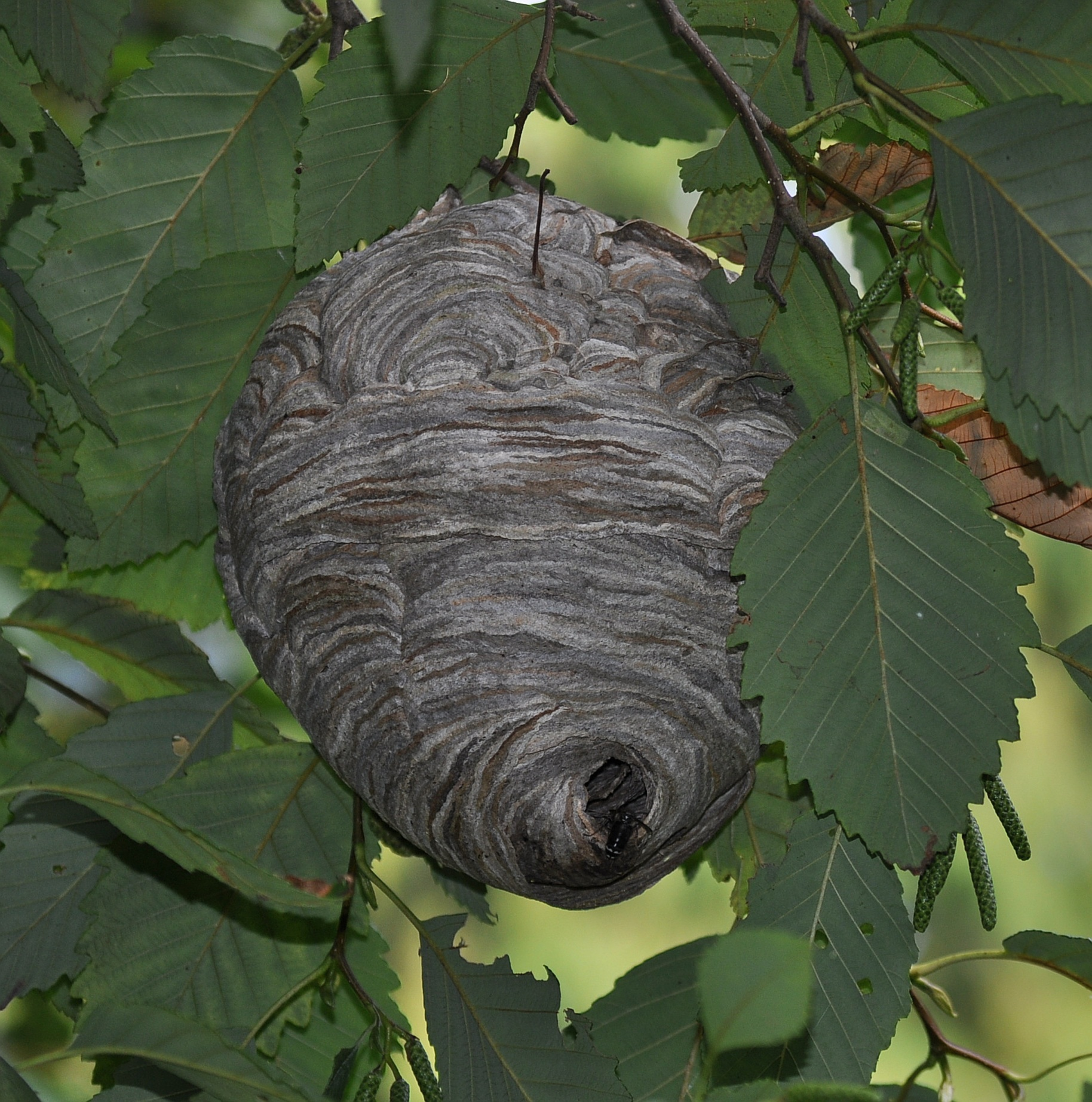
Nid de D. maculata dans un arbre près de Vancouver.

Les colonies contiennent de 400 à 700 ouvrières, ce qui représente la plus grande taille de colonie dans le genre Dolichovespula.
Dolichovespula maculata crée des nids en papier en forme d'œuf mesurant jusqu'à 36 cm de diamètre et 58 cm de longueur. Les nids sont des peignes hexagonaux superposés recouverts d'une enveloppe en papier gris chiné. La Guêpe à taches blanches créé cette enveloppe en papier en collectant et en mâchant des fibres naturelles. La fibre de bois se mélange à sa salive pour devenir une substance pulpeuse qu'elle peut ensuite mettre en place. Les ouvrières défendent agressivement leur nid en piquant à plusieurs reprises les envahisseurs.

## Répartition

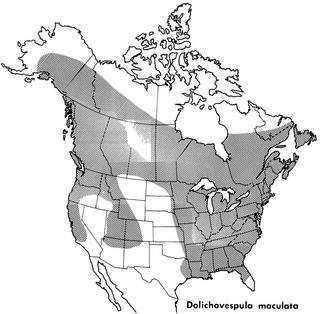
Distribution de D. maculata.

La Guêpe à taches blanches se rencontre sur l'ensemble des États-Unis et dans le Sud du Canada, mais elle est plus répandue dans le Sud-Est des États-Unis.